# 18.ª etapa del Giro de Italia 2018
La 18.ª etapa del Giro de Italia 2018 tuvo lugar el 24 de mayo de 2018 entre Abbiategrasso y Prato Nevoso sobre un recorrido de 196 km y fue ganada por el ciclista alemán Maximilian Schachmann del equipo Quick-Step Floors.

## Clasificación de la etapa
| \| Clasificación de la etapa \| Clasificación de la etapa \| Clasificación de la etapa \| Clasificación de la etapa \| Clasificación de la etapa \| \| Ciclista \| Ciclista \| Equipo \| Tiempo \| \| \| ------------------------- \| ------------------------- \| ----------------------------- \| ------------------------- \| ------------------------- \| \| 1.º \| Maximilian Schachmann \| Quick-Step Floors \| 4 h 55 min 42 s \| \| \| 2.º \| Rubén Plaza \| Israel Cycling Academy \| + 10 s \| \| \| 3.º \| Mattia Cattaneo \| Androni Giocattoli-Sidermec \| + 16 s \| \| \| 4.º \| Christoph Pfingsten \| Bora-Hansgrohe \| + 1 min 10 s \| \| \| 5.º \| Marco Marcato \| UAE Team Emirates \| + 1 min 26 s \| \| \| 6.º \| Michael Mørkøv \| Quick-Step Floors \| + 1 min 36 s \| \| \| 7.º \| Viacheslav Kuznetsov \| Katusha-Alpecin \| + 1 min 52 s \| \| \| 8.º \| Jos van Emden \| LottoNL-Jumbo \| + 3 min 22 s \| \| \| 9.º \| Alex Turrin \| Wilier Triestina-Selle Italia \| + 3 min 29 s \| \| \| 10.º \| Davide Ballerini \| Androni Giocattoli-Sidermec \| + 5 min 09 s \| \| |                       |                               |                 |
| |                       |                               |                 |
| Fuente: ProCyclingStats |                       |                               |                 |
| Clasificación de la etapa |                       |                               |                 |
| Ciclista | Ciclista              | Equipo                        | Tiempo          |
| 1.º | Maximilian Schachmann | Quick-Step Floors             | 4 h 55 min 42 s |
| 2.º | Rubén Plaza           | Israel Cycling Academy        | + 10 s          |
| 3.º | Mattia Cattaneo       | Androni Giocattoli-Sidermec   | + 16 s          |
| 4.º | Christoph Pfingsten   | Bora-Hansgrohe                | + 1 min 10 s    |
| 5.º | Marco Marcato         | UAE Team Emirates             | + 1 min 26 s    |
| 6.º | Michael Mørkøv        | Quick-Step Floors             | + 1 min 36 s    |
| 7.º | Viacheslav Kuznetsov  | Katusha-Alpecin               | + 1 min 52 s    |
| 8.º | Jos van Emden         | LottoNL-Jumbo                 | + 3 min 22 s    |
| 9.º | Alex Turrin           | Wilier Triestina-Selle Italia | + 3 min 29 s    |
| 10.º | Davide Ballerini      | Androni Giocattoli-Sidermec   | + 5 min 09 s    |

## Clasificaciones al final de la etapa

### Clasificación general(Maglia Rosa)
| \| Clasificación general \| Clasificación general \| Clasificación general \| Clasificación general \| Clasificación general \| \| Ciclista \| Ciclista \| Equipo \| Tiempo \| \| \| --------------------- \| --------------------- \| --------------------- \| --------------------- \| --------------------- \| \| 1.º \| Simon Yates \| Mitchelton-Scott \| 75 h 06 min 24 s \| \| \| 2.º \| Tom Dumoulin \| Team Sunweb \| + 28 s \| \| \| 3.º \| Domenico Pozzovivo \| Bahrain-Merida \| + 2 min 43 s \| \| \| 4.º \| Chris Froome \| Team Sky \| + 3 min 22 s \| \| \| 5.º \| Thibaut Pinot \| Groupama-FDJ \| + 4 min 24 s \| \| \| 6.º \| Miguel Ángel López \| Astana \| + 4 min 54 s \| \| \| 7.º \| Rohan Dennis \| BMC Racing Team \| + 5 min 09 s \| \| \| 8.º \| Pello Bilbao \| Astana \| + 5 min 54 s \| \| \| 9.º \| Richard Carapaz \| Movistar Team \| + 5 min 59 s \| \| \| 10.º \| Patrick Konrad \| Bora-Hansgrohe \| + 7 min 05 s \| \| |                    |                  |                  |
| |                    |                  |                  |
| Fuente: ProCyclingStats |                    |                  |                  |
| Clasificación general |                    |                  |                  |
| Ciclista | Ciclista           | Equipo           | Tiempo           |
| 1.º | Simon Yates        | Mitchelton-Scott | 75 h 06 min 24 s |
| 2.º | Tom Dumoulin       | Team Sunweb      | + 28 s           |
| 3.º | Domenico Pozzovivo | Bahrain-Merida   | + 2 min 43 s     |
| 4.º | Chris Froome       | Team Sky         | + 3 min 22 s     |
| 5.º | Thibaut Pinot      | Groupama-FDJ     | + 4 min 24 s     |
| 6.º | Miguel Ángel López | Astana           | + 4 min 54 s     |
| 7.º | Rohan Dennis       | BMC Racing Team  | + 5 min 09 s     |
| 8.º | Pello Bilbao       | Astana           | + 5 min 54 s     |
| 9.º | Richard Carapaz    | Movistar Team    | + 5 min 59 s     |
| 10.º | Patrick Konrad     | Bora-Hansgrohe   | + 7 min 05 s     |

### Clasificación por puntos(Maglia Ciclamino)
| Clasificación por puntos | Clasificación por puntos | Clasificación por puntos      | Clasificación por puntos | Clasificación por puntos |
| Ciclista                 | Ciclista                 | Equipo                        | Puntos                   |                          |
| ------------------------ | ------------------------ | ----------------------------- | ------------------------ | ------------------------ |
| 1.º                      | Elia Viviani             | Quick-Step Floors             | 290 pts                  |                          |
| 2.º                      | Sam Bennett              | Bora-Hansgrohe                | 232 pts                  |                          |
| 3.º                      | Davide Ballerini         | Androni Giocattoli-Sidermec   | 119 pts                  |                          |
| 4.º                      | Simon Yates              | Mitchelton-Scott              | 113 pts                  |                          |
| 5.º                      | Sacha Modolo             | EF Education First-Drapac     | 110 pts                  |                          |
| 6.º                      | Marco Frapporti          | Androni Giocattoli-Sidermec   | 109 pts                  |                          |
| 7.º                      | Danny van Poppel         | LottoNL-Jumbo                 | 107 pts                  |                          |
| 8.º                      | Niccolò Bonifazio        | Bahrain-Merida                | 93 pts                   |                          |
| 9.º                      | Eugert Zhupa             | Wilier Triestina-Selle Italia | 64 pts                   |                          |
| 10.º                     | Tom Dumoulin             | Team Sunweb                   | 63 pts                   |                          |

### Clasificación de la montaña(Maglia Azzurra)
| Clasificación de la montaña | Clasificación de la montaña | Clasificación de la montaña | Clasificación de la montaña | Clasificación de la montaña |
| Ciclista                    | Ciclista                    | Equipo                      | Puntos                      |                             |
| --------------------------- | --------------------------- | --------------------------- | --------------------------- | --------------------------- |
| 1.º                         | Simon Yates                 | Mitchelton-Scott            | 91 pts                      |                             |
| 2.º                         | Giulio Ciccone              | Bardiani CSF                | 52 pts                      |                             |
| 3.º                         | Esteban Chaves              | Mitchelton-Scott            | 47 pts                      |                             |
| 4.º                         | Thibaut Pinot               | Groupama-FDJ                | 46 pts                      |                             |
| 5.º                         | Chris Froome                | Team Sky                    | 36 pts                      |                             |
| 6.º                         | Domenico Pozzovivo          | Bahrain-Merida              | 36 pts                      |                             |
| 7.º                         | Maximilian Schachmann       | Quick-Step Floors           | 35 pts                      |                             |
| 8.º                         | Fausto Masnada              | Androni Giocattoli-Sidermec | 35 pts                      |                             |
| 9.º                         | Valerio Conti               | UAE Team Emirates           | 33 pts                      |                             |
| 10.º                        | Matteo Montaguti            | AG2R La Mondiale            | 29 pts                      |                             |

### Clasificación de los jóvenes(Maglia Bianca)
| Clasificación del mejor joven | Clasificación del mejor joven | Clasificación del mejor joven | Clasificación del mejor joven | Clasificación del mejor joven |
| Ciclista                      | Ciclista                      | Equipo                        | Tiempo                        |                               |
| ----------------------------- | ----------------------------- | ----------------------------- | ----------------------------- | ----------------------------- |
| 1.º                           | Miguel Ángel López            | Astana                        | 75 h 11 min 18 s              |                               |
| 2.º                           | Richard Carapaz               | Movistar Team                 | + 1 min 05 s                  |                               |
| 3.º                           | Ben O'Connor                  | Dimension Data                | + 2 min 51 s                  |                               |
| 4.º                           | Sam Oomen                     | Team Sunweb                   | + 4 min 10 s                  |                               |
| 5.º                           | Maximilian Schachmann         | Quick-Step Floors             | + 21 min 31 s                 |                               |
| 6.º                           | Fausto Masnada                | Androni Giocattoli-Sidermec   | + 43 min 17 s                 |                               |
| 7.º                           | Valerio Conti                 | UAE Team Emirates             | + 47 min 30 s                 |                               |
| 8.º                           | Jack Haig                     | Mitchelton-Scott              | + 53 min 34 s                 |                               |
| 9.º                           | Matej Mohorič                 | Bahrain-Merida                | + 54 min 06 s                 |                               |
| 10.º                          | Felix Großschartner           | Bora-Hansgrohe                | + 55 min 22 s                 |                               |

### Clasificación por equipos"Super Team"
| Clasificación por equipos | Clasificación por equipos | Clasificación por equipos | Clasificación por equipos |
| Equipo                    | Equipo                    | Tiempo                    |                           |
| ------------------------- | ------------------------- | ------------------------- | ------------------------- |
| 1.º                       | Sky                       | 225 h 43 min 32 s         |                           |
| 2.º                       | Astana                    | + 8 min 17 s              |                           |
| 3.º                       | Mitchelton-Scott          | + 19 min 15 s             |                           |
| 4.º                       | Bora-Hansgrohe            | + 20 min 18 s             |                           |
| 5.º                       | Groupama-FDJ              | + 32 min 42 s             |                           |
| 6.º                       | AG2R La Mondiale          | + 42 min 25 s             |                           |
| 7.º                       | Movistar Team             | + 43 min 52 s             |                           |
| 8.º                       | Team Sunweb               | + 50 min 04 s             |                           |
| 9.º                       | Dimension Data            | + 1 h 12 min 17 s         |                           |
| 10.º                      | UAE Team Emirates         | + 1 h 12 min 49 s         |                           |

## Abandonos
Ninguno.